# Морське міністерство Російської імперії
Морське́ міністе́рство Росі́йської імпе́рії — центральний орган військового управління російським імператорським флотом Російської імперії, заснований 1802 року реформою Олександра I про утворення міністерств.

## Структура
На початку XX століття Морське міністерство Російської імперії мало наступну структуру:
- Адміралтейств-рада;
- Головний військово-морський суд;
- Головний морський штаб, у якому зосереджується управління бойовими силами, рухами та стройовою частиною флоту і завідування особовим складом. Складається з двох відділів: вченого військово-морського і особового складу, якими під наглядом начальника штабу завідують другим — його помічник, а першим — особливо призначена особа. Начальник головного морського штабу завідує на правах головного командира порту всіма морськими командами, розташованими в Санкт-Петербурзі, а також інвалідним будинком імператора Павла I та військово-виправною в'язницею морського відомства;
- Головне гідрографічне управління;
- Головне управління кораблебудування та постачань;
- Морський технічний комітет, що має предметом занять технічний бік кораблебудування, механіки, артилерії та мінного мистецтва і вищий технічний нагляд за роботами, що виконуються на суднах, у портах і на заводах. Крім того, на нього покладають керівництво будівельними роботами морського відомства та нагляд за всіма відкриттями в техніці морської справи;
- Канцелярія морського міністерства, в якій зосереджується листування у справах загальних, складання звітів, діловодство по адміралтейств-раді, юридична частина та кодифікація морських узаконень. Директор канцелярії є водночас юрисконсультом морського міністерства;
- Головне військово-морське судове управління, що займається діловодством щодо головного військово-морського суду та особовий склад морського судного відомства. Підпорядковується головному військово-морському прокурору.
- Управління головного медичного інспектора флоту, друкованим органом якого є журнал «Морський лікар».

## Генерал-адмірали
- Великий князь Костянтин Миколайович (1855—1881);
- Великий князь Олексій Олександрович (1881—1905).

## Міністри
- Мордвинов Микола Семенович (8 вересня — 28 грудня 1802);
- Чичагов Павло Васильович (31 грудня 1802 — 28 листопада 1811);
- де Траверсе Іван Іванович (28 листопада 1811 — 24 березня 1828);
- Моллер Антон Васильович (24 березня 1828 — 5 лютого 1836);
- Меншиков Олександр Сергійович (5 лютого 1836 — 23 лютого 1855);
- Врангель Фердинанд Петрович (18 травня 1855 — 27 липня 1857);
- Метлін Микола Федорович (27 липня 1857 — 18 вересня 1860);
- Краббе Микола Карлович (19 вересня 1860 — 3 січня 1876);
- Лесовський Степан Степанович (12 січня 1876 — 23 червня 1880);
- Пещуров Олексій Олексійович (23 червня 1880 — 11 січня 1882);
- Шестаков Іван Олексійович (11 січня 1882 — 21 листопада 1888);
- Чихачов Микола Матвійович (28 листопада 1888 — 13 липня 1896);
- Тиртов Павло Петрович (13 липня 1896 — 4 березня 1903);
- Авелан Федір Карлович (10 березня 1903 — 29 червня 1905);
- Бірільов Олексій Олексійович (29 червня 1905 — 11 січня 1907);
- Діков Іван Михайлович (11 січня 1907 — 8 січня 1909);
- Воєводський Степан Аркадійович (8 січня 1909 — 18 березня 1911);
- Григорович Іван Костянтинович (19 березня 1911 — 28 лютого 1917).

### Тимчасовий уряд
- Гучков Олександр Іванович (2 березня — 30 квітня 1917);
- Керенський Олександр Федорович (5 травня — 30 серпня 1917);
- Вердеревський Дмитро Миколайович (30 серпня — 25 жовтня 1917).